# پیتر و گرگ (فیلم ۲۰۰۶)
پیتر و گرگ (لهستانی: Piotruś i wilk) فیلمی به کارگردانی سوزی تمپلتون است که در سال ۲۰۰۶ منتشر شد.
این فیلم برنده جایزه اسکار بهترین انیمیشن کوتاه در سال ۲۰۰۷ شده‌است.